# Монстр (фільм)
«Монстр» (англ. Monster) — кримінальна драма 2003-го року, написана і зрежисована кінорежисеркою Петті Дженкінс. Основою сюжету фільму стала справжня історія жінки-серійної вбивці з Флориди Ейлін Ворнос.

## Сюжет
Повія Ейлін Ворнос зустрічає в барі молоду й красиву Селбі Волл, від якої вперше в житті отримує крихту уваги й розуміння. Селбі — лесбійка, однак з Ейлін це не має жодних успіхів. Ейлін спершу теж відштовхує Селбі, але згодом закохується в неї.
Наступного дня клієнт (на сленгу «Джон») ґвалтує та жорстоко поводиться з Ейлін, яка, випадково вихопивши револьвер ґвалтівника, вбиває його. Врешті їй залишається автомобіль, револьвер убитого та деяка сума грошей. Ейлін відвозить Селбі до мотелю, де вони пробують жити як сімейна пара. Ейлін намагається кинути проституцію — вона звертається до кількох контор у пошуках роботи, але всюди отримує відмови — ніхто не хоче брати на роботу колишню повію без освіти та досвіду. На дорозі її затримує поліціянт, який колись заарештовував її за проституцію, і примушує її до мінету. А в Селбі з’являються егоїстичні схильності — вона хоче, щоб Ейлін утримувала її, навіть якщо їй доведеться повернутися до проституції. Ейлін розповідає Селбі, що вбила одного з клієнтів, але це не зупиняє Селбі.
Врешті Ейлін повертається на дорогу і продовжує вбивати клієнтів. Та вона дотримується власного кодексу честі, не чіпаючи чоловіків, яких вона не вважає покидьками. Тим часом поліція сполошується і посилено шукає вбивцю. Внаслідок випадкової аварії на вкраденому авто обличчя жінок стають відомими літньому подружжю, яке змальовує поліціянтам словесний портрет. Портрет постійно транслюють на телебаченні, це дуже лякає Селбі, яка постійно сидить у номері мотелю та дивиться телевізор. Вона вимагає, щоб Ейлін знайшла нову автівку (тобто фактично вбила наступну жертву). Однак літній чоловік, який підбирає її, зовсім не хоче від Ейлін сексу, навпаки, хоче їй допомогти. Але Ейлін, яка вже не контролює себе, вбиває його, сама цього не бажаючи. Однак вона отримує гроші на дорогу й купує Селбі квиток, щоб та поїхала до батьків, а сама йде до бару напитися. Там вона зустрічає двох молодиків, з виду — охочих до пригод. Проте насправді це агенти поліції. Ейлін заарештовують і відправляють за ґрати. Їй телефонує Селбі. Ейлін дуже радіє і запевняє Селбі, що у поліції нема доказів і все має скінчитися добре. Однак Селбі домовляється з поліціянтами. Вона провокує Ейлін, намагаючись змусити її розповісти правду. Ейлін здогадується, що розмова скоріш за все прослуховується, і зізнається в усьому. Під час суду Селбі свідчить проти колишньої. Суд штату Флорида виносить Ейлін смертний вирок.

## У ролях
- Шарліз Терон — Ейлін Ворнос
- Крістіна Річчі — Селбі Волл
- Брюс Дерн — Томас
- Лі Тергесен — Вінсент Корі
- Енні Корлі — Донна
- Прюїтт Тейлор Вінс — заїка
- Скотт Вілсон — Гортон

## Нагороди та номінації

### Нагороди

#### «Оскар»
- Найкраща жіноча роль — Шарліз Терон

#### «Золотий глобус»
- Найкраща жіноча роль у комедії чи мюзиклі — Шарліз Терон

### Номінації

#### «BAFTA»
- Найкраща жіноча роль — Шарліз Терон